# Lac Kárla

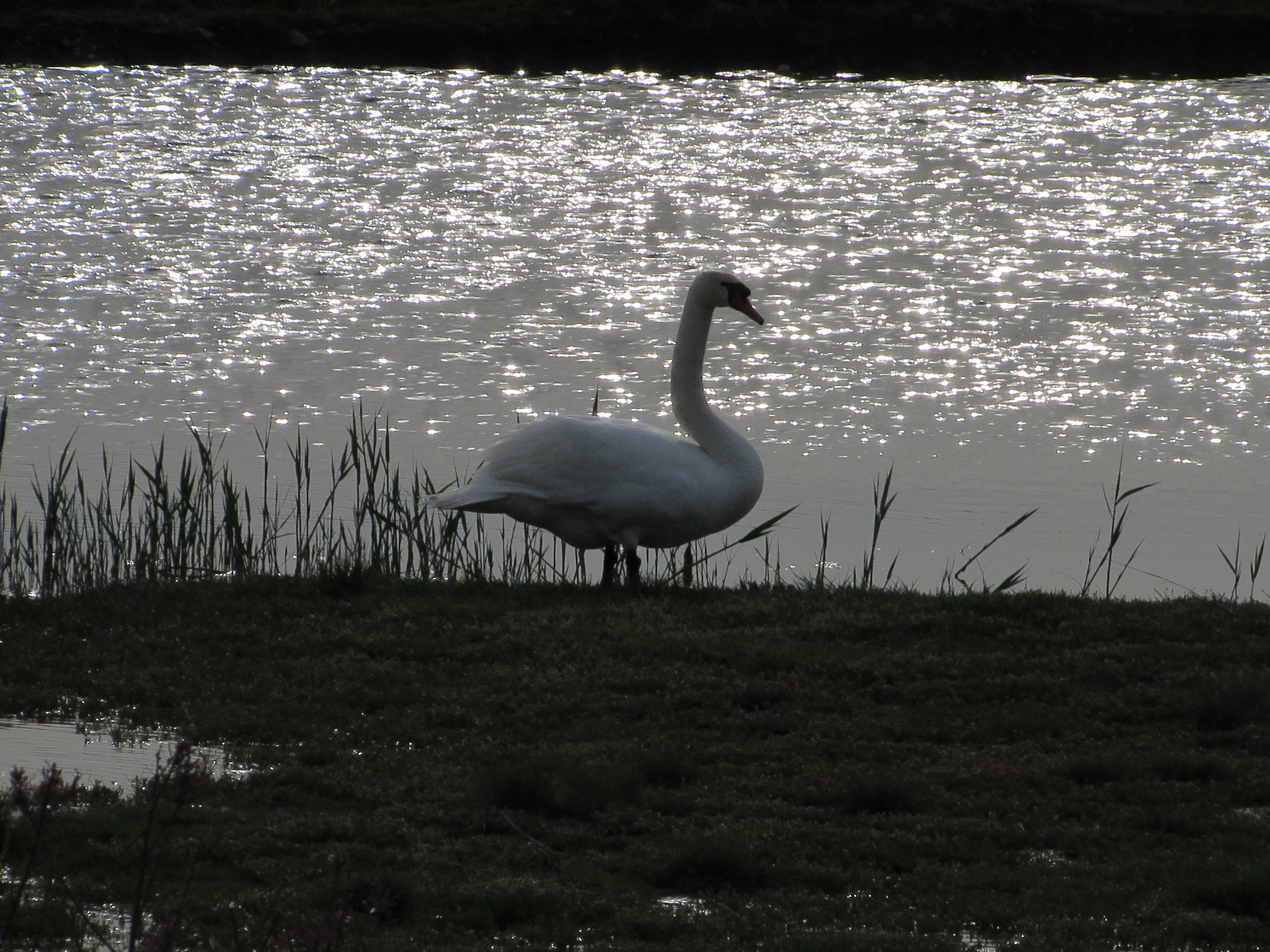
Cygne sur le lac

Le lac Kárla (grec moderne : Λίμνη Κάρλα), anciennement lac Viviída (Βοιβηίδα), est un lac de Thessalie. Dans l'Antiquité, ce lac s'appelait Boebeis (grec ancien : Βοιϐηΐς), et il tirait son nom d'une ville de Bœbe, située sur sa rive occidentale, au sud-est de Larissa. 

## Histoire moderne
Dans les années 1950, le besoin d'extension des terres agricoles, le déclin des exploitations piscicoles du lac et le risque de propagation des maladies favorisé par les milieux humides ont conduit à d'importants travaux de drainage. En 1957, la construction d'une canalisation reliant le lac au golfe Pagasétique entraîne l'assèchement complet de la région en 1962. 
Cependant, la zone connaît rapidement plusieurs déséquilibres environnementaux, parmi lesquels la perte de biodiversité, l'assèchement des aquifères et l'intrusion salée, rendant les sols agricoles gagnés sur l'ancien lac difficilement exploitables. Dans les années 1990, les premières études sont menées en vue de la restauration des milieux lacustres. Soutenu par des financements européens, un important projet de renaturation et de protection contre les inondations a permis de restaurer 38 km2 d'étendue d'eau. L'inauguration officielle de ce paysage retrouvé a lieu en octobre 2018. 
Le lac est utilisé pour l'irrigation des terres agricoles avoisinantes et fourni de l'eau potable à la ville de Vólos, située à une dizaine de kilomètres au sud-est. 

## Biodiversité
Aujourd'hui, le lac est un site Ramsar et fait partie du réseau Natura 2000. Il abrite environ 180 espèces d'oiseaux et 14 espèces de poissons, dont la Loche de Velestíno (Cobitis stephanidisi (en)),, une espèce endémique de la Thessalie en danger critique d'extinction selon l'Union internationale pour la conservation de la nature. Le Barbeau du Sperchiós (Barbus sperchiensis (en)), quasi menacé selon l'UICN, est également présent dans les eaux du lac.  